# Australië op de Olympische Zomerspelen 2008
Australië nam deel aan de Olympische Zomerspelen 2008 in Peking, China. Australië debuteerde op de Zomerspelen in 1896 en deed in 2008 voor de 24e keer mee. Voor de vierde keer op rij werden ten minste 40 medailles gewonnen. Jongste deelnemer namens Australië was Emily Seebohm (16 jaar, 67 dagen), de oudste Laurie Lever (60 jaar, 311 dagen).

## Medailleoverzicht
| Sport  | Olympiër | Discipline     | Medaille                 |
| ------ | --- | -------------- | ------------------------ |
| Goud   | Steven Hooker | Atletiek       | polsstokhoogspringen (m) |
| Goud   | Ken Wallace | Kanovaren      | K-1 500 m (m)            |
| Goud   | Duncan Free Drew Ginn | Roeien         | twee-zonder (m)          |
| Goud   | Scott Brennan David Crawshay | Roeien         | dubbel-twee (m)          |
| Goud   | Matthew Mitcham | Schoonspringen | 10m toren (m)            |
| Goud   | Emma Snowsill | Triatlon       | vrouwen                  |
| Goud   | Malcolm Page Nathan Wilmot | Zeilen         | 470 klasse (m)           |
| Goud   | Tessa Parkinson Elise Rechichi | Zeilen         | 470 klasse (v)           |
| Goud   | Leisel Jones | Zwemmen        | 100 m schoolslag (v)     |
| Goud   | Libby Trickett | Zwemmen        | 100 m vlinderslag (v)    |
| Goud   | Stephanie Rice | Zwemmen        | 200 m wisselslag (v)     |
| Goud   | Stephanie Rice | Zwemmen        | 400 m wisselslag (v)     |
| Goud   | Stephanie Rice Bronte Barratt Kylie Palmer Linda Mackenzie Angie Bainbridge * Lara Davenport * Felicity Galvez * Melanie Schlanger *                                                                                   | Zwemmen        | 4x 200 m vrije slag (v)  |
| Goud   | Leisel Jones Lisbeth Trickett Jessicah Schipper Emily Seebohm Felicity Galvez * Shayne Reese * Tarnee White * | Zwemmen        | 4x 100 m wisselslag (v)  |
| Zilver | Jared Tallent | Atletiek       | 50 km snelwandelen (m)   |
| Zilver | Sally McLellan | Atletiek       | 100 m horden (v)         |
| Zilver | Suzy Batkovic Tully Bevilaqua Rohanee Cox Hollie Grima Kristi Harrower Lauren Jackson Erin Phillips Emma Randall Jenni Screen Belinda Snell Laura Summerton Penny Taylor                                               | Basketbal      | vrouwen                  |
| Zilver | Jacqueline Lawrence | Kanovaren      | K-1 slalom (m)           |
| Zilver | Shane Rose Sonja Johnson Lucinda Fredericks Clayton Fredericks Megan Jones | Paardensport   |                          |
| Zilver | Francis Hegerty James Marburg Cameron McKenzie-McHarg Matt Ryan | Roeien         | vier-zonder (m)          |
| Zilver | Briony Cole Melissa Wu | Schoonspringen | 10m toren synchroon (v)  |
| Zilver | Anna Meares | Wielersport    | sprint (v)               |
| Zilver | Glenn Ashby Darren Bundock | Zeilen         | tornado klasse (o)       |
| Zilver | Eamon Sullivan | Zwemmen        | 100 /m vrije slag (m)    |
| Zilver | Grant Hackett | Zwemmen        | 1500m vrije slag (m)     |
| Zilver | Brenton Rickard | Zwemmen        | 200m schoolslag (m)      |
| Zilver | Brenton Rickard Eamon Sullivan Andrew Lauterstein Hayden Stoeckel Ashley Delaney * Adam Pine * Christian Sprenger * Matt Targett *                                                                                     | Zwemmen        | 4x100m wisselslag (m)    |
| Zilver | Lisbeth Trickett | Zwemmen        | 100m vrije slag (v)      |
| Zilver | Leisel Jones | Zwemmen        | 200m schoolslag (v)      |
| Brons  | Jared Tallent | Atletiek       | 20km snelwandelen (m)    |
| Brons  | Des Abbott Travis Brooks Kiel Brown Liam De Young Luke Doerner Jamie Dwyer Bevan George David Guest Rob Hammond Fergus Kavanagh Mark Knowles Stephen Lambert Eli Matheson Eddie Ockenden Grant Schubert Matthew Wells  | Hockey         | mannen                   |
| Brons  | Robin Bell | Kanovaren      | C-1 slalom (m)           |
| Brons  | Ken Wallace | Kanovaren      | K-1 1000m (m)            |
| Brons  | Hannah Davis Lyndrie Fogarty Chantal Meek Lisa Oldenhof | Kanovaren      | K-4 500m (v)             |
| Brons  | Warren Potent | Schietsport    | 50m geweer liggend (m)   |
| Brons  | Jodie Bowering Kylie Cronk Kelly Hardie Tanya Harding Sandy Lewis Simmone Morrow Tracey Mosley Stacey Porter Melanie Roche Justine Smethurst Danielle Stewart Natalie Titcume Natalie Ward Belinda Wright Kerry Wyborn | Softbal        | vrouwen                  |
| Brons  | Emma Moffatt | Triatlon       | vrouwen                  |
| Brons  | Gemma Beadsworth Nikita Cuffe Suzie Fraser Taniele Gofers Kate Gynther Amy Hetzel Bronwen Knox Emma Knox Alicia McCormack Melissa Rippon Rebecca Rippon Mia Santoromito Jenna Santoromito                              | Waterpolo      | vrouwen                  |
| Brons  | Hayden Stoeckel | Zwemmen        | 100m rugslag (m)         |
| Brons  | Andrew Lauterstein | Zwemmen        | 100m vlinderslag (m)     |
| Brons  | Eamon Sullivan Andrew Lauterstein Ashley Callus Matt Targett Leith Brodie Patrick Murphy | Zwemmen        | 4x100m vrije slag (m)    |
| Brons  | Leith Brodie Patrick Murphy Grant Hackett Grant Brits Nick Ffrost Kirk Palmer | Zwemmen        | 4x200m vrije slag (m)    |
| Brons  | Cate Campbell | Zwemmen        | 50m vrije slag (v)       |
| Brons  | Jessicah Schipper | Zwemmen        | 100m vlinderslag (v)     |
| Brons  | Jessicah Schipper | Zwemmen        | 200m vlinderslag (v)     |
| Brons  | Lisbeth Trickett Cate Campbell Alice Mills Melanie Schlanger | Zwemmen        | 4x100m vrije slag (v)    |

## Deelnemers en resultaten

### Atletiek
| Olympiër                                              | Discipline               | Resultaat | Prestatie |
| ----------------------------------------------------- | ------------------------ | --------- | --- |
| Joel Milburn                                          | 400m (m)                 | 13e       | serie 2: 2e in 44,80 (PB) halve finale 2: 3e in 45,06 |
| Sean Wroe                                             | 400m (m)                 | 20e       | serie 4: 2e in 45,17 (PB) halve finale 3: 7e in 45,56 |
| Lach Renshaw                                          | 800m (m)                 | 49e       | serie 1: 6e in 1.49,19 |
| Mitch Kealey                                          | 1500m (m)                | 44e       | serie 2: 11e in 3.46,31 |
| Jeff Riseley                                          | 1500m (m)                | 47e       | serie 4: 11e in 3.53,95 |
| Collis Birmingham                                     | 5000m (m)                | 19e       | serie 1: 10e in 13.44,90 |
| Jeff Riseley                                          | 5000m (m)                | 17e       | serie 3: 5e in 13.44,39 |
| Youcef Abdi                                           | 3000m steeplechase (m)   | 6e        | serie 2: 6e in 8.17,97 (PB) finale: 6e in 8.16,36 (PB) |
| Clinton Hill Joel Milburn Mark Ormrod John Steffensen | 4x400m (m)               | 5e        | serie 1: 3e in 3.00,68 finale: 5e in 3.00,02 |
| Lee Troop                                             | marathon (m)             | 60e       | 2:27.17 |
| Luke Adams                                            | 20km snelwandelen (m)    | 6e        | 1:19.57 |
| Chris Erickson                                        | 20km snelwandelen (m)    | DSQ       | gediskwalificeerd |
| Jared Tallent                                         | 20km snelwandelen (m)    | Brons     | 1:19.42 |
| Luke Adams                                            | 50km snelwandelen (m)    | 10e       | 3:47.45 (PB) |
| Adam Rutter                                           | 50km snelwandelen (m)    | DNF       | niet gefinisht |
| Jared Tallent                                         | 50km snelwandelen (m)    | Zilver    | 3:39.27 (PB) |
| Fabrice Lapierre                                      | verspringen (m)          | 16e       | kwalificatie groep B: 7e met 7,90m |
| Paul Burgess                                          | polsstokhoogspringen (m) | 16e       | kwalificatie groep A: 8e met 5,55m |
| Steve Hooker                                          | polsstokhoogspringen (m) | Goud      | kwalificatie groep B: 5e met 5,65m finale: 1e met 5,96m (OR) |
| Justin Anlezark                                       | kogelstoten (m)          | 15e       | kwalificatie groep B: 6e met 19,91m |
| Scott Martin                                          | kogelstoten (m)          | 20e       | kwalificatie groep A: 10e met 19,75m |
| Benn Harradine                                        | discuswerpen (m)         | 31e       | kwalificatie groep A: 17e met 58,55m |
| Jarrod Bannister                                      | speerwerpen (m)          | 31e       | kwalificatie groep A: 5e met 79,79m finale: 6e met 83,45m |
|                                                       |                          |           | |
| Tamsyn Lewis                                          | 400m (v)                 | 25e       | serie 4: 4e in 52,38 |
| Tamsyn Lewis                                          | 800m (v)                 | 20e       | serie 4: 4e in 1.59,67 halve finale 1: 8e in 2.01,41 |
| Madeleine Pape                                        | 800m (v)                 | 29e       | serie 1: 6e in 2.03,09 |
| Lisa Corrigan                                         | 1500m (v)                | 29e       | serie 2: 9e in 4.16,32 |
| Sarah Jamieson                                        | 1500m (v)                | 13e       | serie 1: 5e in 4.06,64 |
| Sally McLellan-Pearson                                | 100m horden (v)          | Zilver    | serie 3: 2e in 12,83 halve finale 1: 4e in 12,70 finale: 2e in 12,64 |
| Donna MacFarlane                                      | 3000m steeplechase (v)   | 21e       | serie 2: 8e in 9.32,05 |
| Victoria Mitchell                                     | 3000m steeplechase (v)   | 32e       | serie 1: 13e in 9.47,88 |
| Lisa Jane Weightman                                   | marathon (v)             | 21e       | 2:32.06 |
| Kate Smyth                                            | marathon (v)             | 44e       | 2:36.10 |
| Benita Willis-Johnson                                 | marathon (v)             | 33e       | 2:34.16 |
| Jane Saville                                          | 20km snelwandelen (v)    | 19e       | 1:31.17 |
| Kellie Wapshott                                       | 20km snelwandelen (v)    | 39e       | 1:37.59 |
| Claire Woods-Tallent                                  | 20km snelwandelen (v)    | 27e       | 1:33.02 (PB) |
| Bronwyn Thompson                                      | verspringen (v)          | 16e       | kwalificatie groep B: 8e met 6,53m |
| Alana Boyd                                            | polsstokhoogspringen (v) | 16e       | kwalificatie groep B: 8e met 4,30m |
| Dani Samuels                                          | discuswerpen (v)         | 9e        | kwalificatie groep A: 4e met 61,72m finale: 9e met 60,15m |
| Kylie Wheeler                                         | zevenkamp (v)            | 10e       | 100m horden: 17e in 13,68 (1024 punten) hoogspringen: 2e met 1,89m (1093 punten) kogelstoten: 24e met 13,06m (731 punten) 200m: 8e in 24,28 (954 punten) verspringen: 16e met 6,11m (883 punten) speerwerpen: 15e met 43,81m (741 punten) 800m: 8e in 2.11,49 (943 punten) totaal: 6369 punten |

### Badminton
| Olympiër                  | Discipline     | Resultaat | Prestatie                                            |
| ------------------------- | -------------- | --------- | ---------------------------------------------------- |
| Stuart Gomez              | enkelspel (m)  | 33e       | 1e ronde: V van FRA Kehlhoffner: 21-19, 20-22, 15-21 |
| Ross Smith Glenn Warfe    | dubbelspel (m) | 9e        | 1e ronde: V van POL Łogosz/Mateusiak: 13-21, 16-21   |
|                           |                |           |                                                      |
| Erin Carroll              | enkelspel (v)  | 33e       | 1e ronde: V van ESP Martínez: 9-21, 16-21            |
| Tania Luiz Eugenia Tanaka | dubbelspel (v) | 9e        | 1e ronde: V van JPN Maeda/Suetsuna: 4-21, 8-21       |

### Basketbal

#### Mannen
| Olympiër | Discipline | Resultaat | Prestatie |
| --- | ---------- | --------- | --- |
| David Andersen Chris Anstey David Barlow Andrew Bogut C. J. Bruton Joe Ingles Patty Mills Brad Newley Matthew Nielsen Shawn Redhage Glen Saville Mark Worthington | mannen     | 7e        | groep A: 4e V van Kroatië: 82-97 V van Argentinië: 68-85 W van Iran: 106-68 W van Rusland: 95-80 W van Litouwen: 106-75 kwartfinale: V van Verenigde Staten: 85-116 |

| Groep A |            |             |             |             |            |            |            |        |
| #       | Land       | Wedstrijden | Wedstrijden | Wedstrijden | Doelpunten | Doelpunten | Doelpunten | Punten |
| #       | Land       | G           | W           | V           | V          | T          | Saldo      | Punten |
| 1       | Litouwen   | 5           | 4           | 1           | 425        | 400        | +25        | 9      |
| 2       | Argentinië | 5           | 4           | 1           | 425        | 361        | +64        | 9      |
| 3       | Kroatië    | 5           | 3           | 2           | 399        | 380        | +19        | 8      |
| 4       | Australië  | 5           | 3           | 2           | 457        | 405        | +52        | 8      |
| 5       | Rusland    | 5           | 1           | 4           | 387        | 406        | -19        | 6      |
| 6       | Iran       | 5           | 0           | 5           | 323        | 464        | -141       | 5      |

| Ronde       | Datum  | Plaats           | Land   | Score     | Land |
| ----------- | ------ | ---------------- | ------ | --------- | ---- |
| Groepsfase  |        |                  |        |           |      |
| 10 augustus | Peking | Australië        | 82-97  | Kroatië   |      |
| 12 augustus | Peking | Argentinië       | 85-68  | Australië |      |
| 14 augustus | Peking | Australië        | 106-68 | Iran      |      |
| 16 augustus | Peking | Rusland          | 80-95  | Australië |      |
| 18 augustus | Peking | Australië        | 106-75 | Litouwen  |      |
| Kwartfinale |        |                  |        |           |      |
| 20 augustus | Peking | Verenigde Staten | 116-85 | Australië |      |

#### Vrouwen
| Olympiër | Discipline | Resultaat | Prestatie |
| --- | ---------- | --------- | --- |
| Suzy Batkovic Tully Bevilaqua Rohanee Cox Hollie Grima Kristi Harrower Lauren Jackson Erin Phillips Emma Randall Jenni Screen Belinda Snell Laura Summerton Penny Taylor | vrouwen    | Zilver    | groep A: 1e W van Wit-Rusland: 83-64 W van Brazilië: 80-65 W van Zuid-Korea: 90-62 W van Letland: 96-73 W van Rusland: 75-55 kwartfinale: W van Tsjechië: 79-46 halve finale: W van China: 90-56 finale: V van Verenigde Staten: 65-92 |

| Groep A |             |             |             |             |            |            |            |        |
| #       | Land        | Wedstrijden | Wedstrijden | Wedstrijden | Doelpunten | Doelpunten | Doelpunten | Punten |
| #       | Land        | G           | W           | V           | V          | T          | Saldo      | Punten |
| 1       | Australië   | 5           | 5           | 0           | 424        | 319        | +105       | 10     |
| 2       | Rusland     | 5           | 4           | 1           | 339        | 333        | +6         | 9      |
| 3       | Wit-Rusland | 5           | 2           | 3           | 324        | 332        | -8         | 7      |
| 4       | Zuid-Korea  | 5           | 2           | 3           | 327        | 360        | -33        | 7      |
| 5       | Letland     | 5           | 1           | 4           | 334        | 387        | -43        | 6      |
| 6       | Brazilië    | 5           | 1           | 4           | 337        | 354        | -17        | 6      |

| Ronde        | Datum  | Plaats           | Land  | Score      | Land |
| ------------ | ------ | ---------------- | ----- | ---------- | ---- |
| Groepsfase   |        |                  |       |            |      |
| 9 augustus   | Peking | Wit-Rusland      | 64-83 | Australië  |      |
| 11 augustus  | Peking | Australië        | 80-65 | Brazilië   |      |
| 13 augustus  | Peking | Australië        | 90-62 | Zuid-Korea |      |
| 15 augustus  | Peking | Letland          | 73-96 | Australië  |      |
| 17 augustus  | Peking | Australië        | 75-55 | Brazilië   |      |
| Kwartfinale  |        |                  |       |            |      |
| 19 augustus  | Peking | Australië        | 79-46 | Tsjechië   |      |
| Halve finale |        |                  |       |            |      |
| 21 augustus  | Peking | China            | 56-90 | Australië  |      |
| Finale       |        |                  |       |            |      |
| 23 augustus  | Peking | Verenigde Staten | 92-65 | Australië  |      |

### Boksen
| Olympiër           | Discipline | Resultaat | Prestatie                                                              |
| ------------------ | ---------- | --------- | ---------------------------------------------------------------------- |
| Stephen Sutherland | -51kg (m)  | 17e       | 1e ronde: V van CHI Cherif: 2-14                                       |
| Luke Boyd          | -54kg (m)  | 17e       | 1e ronde: V van BOT Ikgopoleng: 8-18                                   |
| Paul Fleming       | -57kg (m)  | 17e       | 1e ronde: V van FRA Djelkhir: 9-13                                     |
| Anthony Little     | -60kg (m)  | 9e        | 1e ronde: W van NAM Indongo: 14-2 2e ronde: V van RUS Tishchenko: 3-11 |
| Todd Kidd          | -64kg (m)  | 17e       | 1e ronde: V van MAR Moussaid: 2-23                                     |
| Gerard O'Mahony    | -69kg (m)  | 17e       | 1e ronde: V van MDA Grușac: 2-7                                        |
| Jarrod Fletcher    | -75kg (m)  | 17e       | 1e ronde: V van CUB Correa: 4-17                                       |
| Bradley Pitt       | -91kg (m)  | 9e        | 1e ronde: V van MAR Arjaoui: 6-11                                      |
| Daniel Beahan      | +91kg (m)  | 9e        | 1e ronde: V van KAZ Myrsatayev: RSC                                    |

### Boogschieten
| Olympiër                           | Discipline      | Resultaat | Prestatie |
| ---------------------------------- | --------------- | --------- | --- |
| Matthew Gray                       | individueel (m) | 55e       | plaatsingsronde: 39e met 654 punten 1e ronde: V van MAS Sian: 101-109                                        |
| Sky Kim                            | individueel (m) | 19e       | plaatsingsronde: 14e met 665 punten 1e ronde: W van FRA Girouille: 112-110 2e ronde: V van POL Proc: 110-111 |
| Michael Naray                      | individueel (m) | 29e       | plaatsingsronde: 30e met 658 punten 1e ronde: W van FRA Valladont:108-106 2e ronde: V van UKR Ruban: 105-115 |
| Matthew Gray Sky Kim Michael Naray | team (m)        | 9e        | plaatsingsronde: 9e met 1977 punten 1e ronde: V van Polen: 218-223                                           |
|                                    |                 |           | |
| Alexandra Feeney                   | individueel (v) | 48e       | plaatsingsronde: 59e met 580 punten 1e ronde: V van TPE Shu Chi: 101-104                                     |
| Jane Waller                        | individueel (v) | 54e       | plaatsingsronde: 28e met 634 punten 1e ronde: V van INA Vardhineni: 100-106                                  |

### Gewichtheffen
| Olympiër       | Discipline | Resultaat | Prestatie                                                 |
| -------------- | ---------- | --------- | --------------------------------------------------------- |
| Damon Kelly    | +105kg (m) | 9e        | trekken: 11e met 165kg stoten: 9e met 221kg totaal: 386kg |
|                |            |           |                                                           |
| Deborah Lovely | +75kg (v)  | 8e        | trekken: 8e met 113kg stoten: 8e met 135kg totaal: 248kg  |

### Gymnastiek
| Olympiër                                                                               | Discipline               | Resultaat | Prestatie |
| Ritmisch                                                                               | Ritmisch                 | Ritmisch  | Ritmisch |
| -------------------------------------------------------------------------------------- | ------------------------ | --------- | --- |
| Naazmi Johnston                                                                        | individueel (v)          | 22e       | kwalificatie: touw: 22e met 14,075 punten hoepel: 20e met 15,300 punten jongleren: 21e met 14,825 punten lint: 21e met 15,800 punten totaal: 59,000 punten |
| Trampoline                                                                             |                          |           | |
| Ben Wilden                                                                             | trampoline (m)           | 13e       | 67,10 punten |
| Turnen                                                                                 |                          |           | |
| Samuel Simpson                                                                         | meerkamp individueel (m) | 39e       | kwalificatie: vloer: 51e met 14,550 punten paard met bogen: 47e met 14,000 punten ringen: 63e met 13,800 punten sprong: 15,600 punten brug: 66e met 14,200 punten rekstok: 69e met 13,475 punten totaal: 85,625 punten                                                                                  |
|                                                                                        |                          |           | |
| Georgia Bonora                                                                         | meerkamp individueel (v) | 13e       | kwalificatie: sprong: 29e met 14,850 punten brug: 37e met 14,500 punten balk: 24e met 15,025 punten vloer: 26e met 14,525 punten totaal: 58,900 punten finale: sprong: 12e met 14,850 punten brug: 16e met 14,625 punten balk: 14e met 15,100 punten vloer: 12e met 14,425 punten totaal: 58,950 punten |
| Ashleigh Brennan                                                                       | meerkamp individueel (v) | 30e       | kwalificatie: sprong: 37e met 14,775 punten brug: 61e met 13,700 punten balk: 54e met 14,150 punten vloer: 19e met 14,625 punten totaal: 57,250 punten |
| Daria Joura                                                                            | meerkamp individueel (v) | 44e       | kwalificatie: sprong: 18e met 15,100 punten brug: 12e met 15,125 punten balk: 80e met 12,475 punten vloer: 70e met 13,450 punten totaal: 56,150 punten |
| Shona Morgan                                                                           | meerkamp individueel (v) | 15e       | kwalificatie: sprong: 45e met 14,700 punten brug: 38e met 14,500 punten balk: 14e met 15,350 punten vloer: 25e met 14,525 punten totaal: 59,075 punten finale: sprong: 17e met 14,650 punten brug: 16e met 14,625 punten balk: 14e met 15,100 punten vloer: 14e met 14,375 punten totaal: 58,800 punten |
| Georgia Bonora Ashleigh Brennan Daria Joura Lauren Mitchell Shona Morgan Olivia Vivian | meerkamp team (v)        | 13e       | kwalificatie: sprong: 5e met 59,450 punten brug: 6e met 59,050 punten balk: 8e met 58,625 punten vloer: 6e met 58,325 punten totaal: 235,450 punten finale: sprong: 6e met 44,150 punten brug: 8e met 43,575 punten balk: 4e met 45,900 punten vloer: 7e met 42,775 punten totaal: 176,400 punten       |

### Hockey

#### Mannen
| Olympiër | Discipline | Resultaat | Prestatie |
| --- | ---------- | --------- | --- |
| Des Abbott Travis Brooks Kiel Brown Liam De Young Luke Doerner Jamie Dwyer Bevan George David Guest Rob Hammond Fergus Kavanagh Mark Knowles Stephen Lambert Eli Matheson Eddie Ockenden Grant Schubert Matthew Wells | mannen     | Brons     | groep B: 2e W van Canada: 6-1 W van Zuid-Afrika: 10-0 W van Pakistan: 3-1 G tegen Nederland: 2-2 G tegen Groot-Brittannië: 3-3 halve finale: V van Spanje: 2-3 bronzen finale: W van Nederland: 6-2 |

| Groep B |                  |             |             |             |             |            |            |            |        |
| #       | Land             | Wedstrijden | Wedstrijden | Wedstrijden | Wedstrijden | Doelpunten | Doelpunten | Doelpunten | Punten |
| #       | Land             | G           | W           | G           | V           | V          | T          | Saldo      | Punten |
| 1       | Nederland        | 5           | 4           | 1           | 0           | 16         | 6          | +10        | 13     |
| 2       | Australië        | 5           | 3           | 2           | 0           | 24         | 7          | +17        | 11     |
| 3       | Groot-Brittannië | 5           | 2           | 2           | 1           | 10         | 7          | +3         | 8      |
| 4       | Pakistan         | 5           | 2           | 0           | 3           | 11         | 13         | -2         | 6      |
| 5       | Canada           | 5           | 1           | 1           | 3           | 10         | 17         | -7         | 4      |
| 6       | Zuid-Afrika      | 5           | 0           | 0           | 5           | 4          | 25         | -21        | 0      |

| Ronde          | Datum  | Plaats      | Land | Score            | Land |
| -------------- | ------ | ----------- | ---- | ---------------- | ---- |
| Groepsfase     |        |             |      |                  |      |
| 11 augustus    | Peking | Australië   | 6-1  | Canada           |      |
| 13 augustus    | Peking | Zuid-Afrika | 0-10 | Australië        |      |
| 15 augustus    | Peking | Pakistan    | 1-3  | Australië        |      |
| 17 augustus    | Peking | Australië   | 2-2  | Nederland        |      |
| 19 augustus    | Peking | Australië   | 3-3  | Groot-Brittannië |      |
| Halve finale   |        |             |      |                  |      |
| 21 augustus    | Peking | Spanje      | 3-2  | Australië        |      |
| Bronzen finale |        |             |      |                  |      |
| 23 augustus    | Peking | Nederland   | 2-6  | Australië        |      |

#### Vrouwen
| Olympiër | Discipline | Resultaat | Prestatie |
| --- | ---------- | --------- | --- |
| Nicole Arrold Teneal Attard Madonna Blyth Casey Eastham Emily Halliday Kate Hollywood Nikki Hudson Rachel Imison Fiona Johnson Kobie McGurk Hope Munro Megan Rivers Angie Skirving Sarah Taylor Melanie Twitt Kim Walker | vrouwen    | 5e        | groep B: 3e W van Zuid-Korea: 5-4 W van Spanje: 6-1 W van Zuid-Afrika: 3-0 V van Nederland: 1-2 G tegen China: 2-2 5-6e plek: W van Groot-Brittannië: 2-0 |

| Groep A |             |             |             |             |             |            |            |            |        |
| #       | Land        | Wedstrijden | Wedstrijden | Wedstrijden | Wedstrijden | Doelpunten | Doelpunten | Doelpunten | Punten |
| #       | Land        | G           | W           | G           | V           | V          | T          | Saldo      | Punten |
| 1       | Nederland   | 5           | 5           | 0           | 0           | 14         | 3          | +11        | 15     |
| 2       | China       | 5           | 3           | 1           | 1           | 14         | 4          | +10        | 10     |
| 3       | Australië   | 5           | 3           | 1           | 1           | 17         | 9          | +8         | 10     |
| 4       | Spanje      | 5           | 2           | 0           | 3           | 4          | 12         | -8         | 6      |
| 5       | Zuid-Korea  | 5           | 1           | 0           | 4           | 13         | 18         | -5         | 3      |
| 6       | Zuid-Afrika | 5           | 0           | 0           | 5           | 2          | 18         | -16        | 0      |

| Ronde       | Datum  | Plaats      | Land | Score            | Land |
| ----------- | ------ | ----------- | ---- | ---------------- | ---- |
| Groepsfase  |        |             |      |                  |      |
| 10 augustus | Peking | Australië   | 5-4  | Zuid-Korea       |      |
| 12 augustus | Peking | Australië   | 6-1  | Spanje           |      |
| 14 augustus | Peking | Zuid-Afrika | 0-3  | Australië        |      |
| 16 augustus | Peking | Australië   | 1-2  | Nederland        |      |
| 18 augustus | Peking | China       | 2-2  | Australië        |      |
| 5-6e plek   |        |             |      |                  |      |
| 22 augustus | Peking | Australië   | 2-0  | Groot-Brittannië |      |

### Judo
| Olympiër           | Discipline | Resultaat | Prestatie |
| ------------------ | ---------- | --------- | --- |
| Matthew D'Aquino   | -60kg (m)  | 21e       | voorronde: vrij 1e ronde: V van GRE Alexanidis: ippon |
| Steven Brown       | -66kg (m)  | 21e       | voorronde: vrij 1e ronde: V van ALG Benamadi: ippon |
| Dennis Iverson     | -73kg (m)  | 21e       | 1e ronde: V van TUR Huysuz: ippon |
| Mark Anthony       | -81kg (m)  | 21e       | voorronde: vrij 1e ronde: V van COL Valles: ippon |
| Daniel Kelly       | -90kg (m)  | 20e       | 1e ronde: V van JPN Izumi: yuko |
| Matt Celotti       | -100kg (m) | 21e       | 1e ronde: V van CUB Despaigne: yuko |
| Semir Pepic        | +100kg (m) | 21e       | voorronde: vrij 1e ronde: V van KAZ Ikhsangaliyev: yuko |
|                    |            |           | |
| Tiffany Day        | -48kg (v)  | 15e       | voorronde: vrij 1e ronde: V van ARG Pareto: ippon |
| Kristie-Anne Ryder | -52kg (v)  | 15e       | voorronde: vrij 1e ronde: V van BEL Heylen: ippon |
| Maria Pekli        | -57kg (v)  | 5e        | voorronde: vrij 1e ronde: W van HUN Baczkó: waza-ari kwartfinale: W van TUN Jelassi: ippon halve finale: V van ITA Quintavalle: yuko bronzen finale: V van BRA Quadros: ippon |
| Catherine Arlove   | -63kg (v)  | 1e        | voorronde: V van ARG Krukower: ippon |
| Stephanie Grant    | -78kg (v)  | 16e       | voorronde: vrij 1e ronde: V van CAN Lévesque: ippon |
| Janelle Shepherd   | +78kg (v)  | 9e        | 1e ronde: W van ITA Torrenti: koka 2e ronde: W van GER Köppen: waza-ari kwartfinale: V van CUB Ortiz: ippon herkansing: V van EGY Ramadan: ippon                              |

### Kanovaren
| Olympiër                                                | Discipline    | Resultaat | Prestatie                                                                     |
| Slalom                                                  | Slalom        | Slalom    | Slalom                                                                        |
| ------------------------------------------------------- | ------------- | --------- | ----------------------------------------------------------------------------- |
| Robin Bell                                              | C-1 (m)       | Brons     | voorronde: 7e in 176,45 halve finale: 5e in 91,16 finale: 3e in 180,59        |
| Mark Bellofiore Lachlan Milne                           | C-2 (m)       | 7e        | voorronde: 9e in 202,82 halve finale: 7e in 104,17                            |
| Warwick Draper                                          | K-1 (m)       | 5e        | voorronde: 10e in 172,58 halve finale: 2e in 86,09 finale: 5e in 177,85       |
|                                                         |               |           |                                                                               |
| Jacqueline Lawrence                                     | K-1 (v)       | Zilver    | voorronde: 7e in 200,13 halve finale: 4e in 103,40 finale: 2e in 206,94       |
| Vlakwater                                               |               |           |                                                                               |
| Torsten Lachmann                                        | C-1 500m (m)  | 17e       | serie 1: 7e in 2.00,594 halve finale 2: 7e in 1.59,119                        |
| Torsten Lachmann                                        | C-1 1000m (m) | 16e       | serie 1: 5e in 4.15,188 halve finale 2: 6e in 4.09,792                        |
| Ken Wallace                                             | K-1 500m (m)  | Goud      | serie 3: 2e in 1.36,208 halve finale 1: 3e in 1.43,340 finale: 1e in 1.37,252 |
| Ken Wallace                                             | K-1 1000m (m) | Brons     | serie 3: 2e in 3.30,306 halve finale 1: 1e in 3.33,255 finale: 3e in 3.27,485 |
| Jacob Clear Clint Robinson                              | K-2 500m (m)  | 13e       | serie 1: 6e in 1.31,712 halve finale: 7e in 1.33,839                          |
| Clint Robinson Tony Schumacher Dave Smith Tate Smith    | K-4 500m (m)  | 10e       | serie 1: 5e in 3.00,920 halve finale: 4e in 3.02,743                          |
|                                                         |               |           |                                                                               |
| Chantal Meek                                            | K-1 500m (v)  | 15e       | serie 1: 5e in 1.53,374 halve finale 1: 7e in 1.54,876                        |
| Hannah Davis Lyndsie Fogarty                            | K-2 500m (v)  | 6e        | serie 2: 3e in 1.45,124 finale: 6e in 1.43,969                                |
| Hannah Davis Lyndsie Fogarty Chantal Meek Lisa Oldenhof | K-4 500m (v)  | Brons     | serie 2: 3e in 1.36,516 finale: 3e in 1.34,704                                |

### Moderne vijfkamp
| Olympiër    | Discipline | Resultaat | Prestatie |
| ----------- | ---------- | --------- | --- |
| Angie Darby | vrouwen    | 35e       | schietsport: 36e met 904 punten schermen: 31e met 688 punten zwemmen: 35e met 1056 punten paardensport: 7e met 1172 punten atletiek: 31e met 996 punten totaal: 4816 punten |

### Paardensport
| Olympiër                                                                   | Discipline  | Resultaat | Prestatie |
| Dressuur                                                                   | Dressuur    | Dressuur  | Dressuur |
| -------------------------------------------------------------------------- | ----------- | --------- | --- |
| Hayley Beresford                                                           | individueel | 19e       | Grand Prix: 25e met 65,583% Grand Prix Special: 19e met 66,080% |
| Kristy Oatley                                                              | individueel | 20e       | Grand Prix: 24e met 65,750% Grand Prix Special: 19e met 66,320% |
| Heath Ryan                                                                 | individueel | 34e       | Grand Prix: 34e met 62,542% |
| Hayley Beresford Kristy Oatley Heath Ryan                                  | team        | 7e        | Grand Prix: 8e met 64,625% |
| Eventing                                                                   |             |           | |
| Clayton Fredericks                                                         | individueel | 7e        | dressuur: 6e met 37,0 strafpunten crosscountry: 11e met 16,40 strafpunten springconcours 1e ronde: 19e met 4 strafpunten springconcours finale: 11e met 4 strafpunten totaal: 61,40 strafpunten               |
| Lucinda Fredericks                                                         | individueel | 26e       | dressuur: 1e met 30,40 strafpunten crosscountry: 31e met 27,20 strafpunten springconcours 1e ronde: 16e met 2 strafpunten totaal: 59,60 strafpunten                                                           |
| Sonja Johnson                                                              | individueel | 10e       | dressuur: 23e met 45,20 strafpunten crosscountry: 6e met 13,60 strafpunten springconcours 1e ronde: 1e met 0 strafpunten springconcours finale: 19e met 8 strafpunten totaal: 66,80 strafpunten               |
| Megan Jones                                                                | individueel | 4e        | dressuur: 4e met 35,40 strafpunten crosscountry: 9e met 15,60 strafpunten springconcours 1e ronde: 19e met 4 strafpunten springconcours finale: 11e met 4 strafpunten totaal: 59 strafpunten                  |
| Shane Rose                                                                 | individueel | 27e       | dressuur: 46e met 53,30 strafpunten crosscountry: 1e met 9,20 strafpunten springconcours 1e ronde: 32e met 8 strafpunten totaal: 70,50 strafpunten                                                            |
| Clayton Fredericks Lucinda Fredericks Sonja Johnson Megan Jones Shane Rose | team        | Zilver    | dressuur: 1e met 102,80 strafpunten crosscountry: 1e met 38,40 strafpunten springconcours: 3e met 8 strafpunten totaal: 171,20 strafpunten                                                                    |
| Springconcours                                                             |             |           | |
| Edwina Alexander                                                           | individueel | 9e        | kwalificatie: 1e ronde: 26e met 4 strafpunten 2e ronde: 1e met 0 strafpunten 3e ronde: 1e met 0 strafpunten finale: 1e ronde: 11e met 4 strafpunten 2e ronde: 6e met 4 strafpunten totaal: 8 strafpunten      |
| Laurie Lever                                                               | individueel | 26e       | kwalificatie: 1e ronde: 13e met 1 strafpunt 2e ronde: 44e met 16 strafpunten 3e ronde: 7e met 4 strafpunten finale: 1e ronde: 22e met 8 strafpunten                                                           |
| Peter McMahon                                                              | individueel | DNF       | kwalificatie: 1e ronde: 26e met 4 strafpunten 2e ronde: 44e met 16 strafpunten 3e ronde: niet gestart |
| Matt Williams                                                              | individueel | 20e       | kwalificatie: 1e ronde: 26e met 4 strafpunten 2e ronde: 8e met 4 strafpunten 3e ronde: 34e met 17 strafpunten finale: 1e ronde: 11e met 4 strafpunten 2e ronde: 19e met 20 strafpunten totaal: 24 strafpunten |
| Edwina Alexander Laurie Lever Peter McMahon Matt Williams                  | team        | 7e        | 1e ronde: 7e met 20 strafpunten 2e ronde: 5e met 21 strafpunten totaal: 41 strafpunten |

### Roeien
| Olympiër | Discipline             | Resultaat | Prestatie                                                                                                 |
| --- | ---------------------- | --------- | --- |
| Peter Hardcastle | skiff (m)              | 12e       | serie 5: 2e in 7.17,74 kwartfinale 2: 3e in 7.00,09 halve finale 1: 6e in 7.32,79 finale B: 6e in 7.27,34 |
| Samuel Beltz Thomas Gibson                                                                                                  | lichte dubbel-twee (m) | 10e       | serie 2: 3e in 6.19,15 herkansingen: 2e in 6.42,42 halve finale 2: 5e in 6.32,32 finale B: 4e in 6.30,11  |
| Scott Brennan David Crawshay                                                                                                | dubbel-twee (m)        | Goud      | serie 3: 1e in 6.21,39 halve finale 1: 1e in 6.21,50 finale: 1e in 6.27,77                                |
| Drew Ginn Duncan Free | twee-zonder (m)        | Goud      | serie 2: 1e in 6.41,15 halve finale 2: 1e in 6.34,29 finale: 1e in 6.37,44                                |
| Brendan Long James McRae Chris Morgan Daniel Noonan                                                                         | dubbel-vier (m)        | 4e        | serie 1: 1e in 5.36,20 halve finale 1: 2e in 5.52,93 finale: 4e in 5.44,68                                |
| Roderick Chisholm Ben Cureton Anthony Edwards Todd Skipworth                                                                | lichte vier-zonder (m) | 9e        | serie 1: 3e in 5.55,18 halve finale 1: 4e in 6.12,38 finale: 3e in 6.05,26                                |
| Francis Hegerty James Marburg Cameron McKenzie Matt Ryan                                                                    | vier-zonder (m)        | Zilver    | serie 3: 1e in 6.00,40 halve finale 1: 2e in 5.56,20 finale: 2e in 6.07,85                                |
| James Chapman Sam Conrad David Dennis Samuel Loch Marty Rabjohns Jeremy Stevenson Stephen Stewart James Tomkins             | acht (m)               | 6e        | serie 1: 4e in 6.55,59 herkansingen: 3e in 5.56,20 finale: 6e in 5.35,10                                  |
| |                        |           | |
| Pippa Savage | skiff (v)              | 10e       | serie 5: 2e in 7.57,95 kwartfinale 3: 3e in 7.34,03 halve finale 1: 5e in 7.43,98 finale B: 4e in 7.53,43 |
| Amber Halliday Marguerite Houston                                                                                           | lichte dubbel-twee (v) | 8e        | serie 1: 2e in 6.53,23 halve finale 2: 5e in 7.13,80 finale B: 2e in 7.07,17                              |
| Sonia Mills Catriona Sens                                                                                                   | dubbel-twee (v)        | 8e        | serie 2: 4e in 7.13,25 herkansing: 3e in 7.04,30 finale B: 2e in 7.19,73                                  |
| Sarah Cook Kim Crow | twee-zonder (v)        | 10e       | serie 1: 4e in 7.44,04 herkansingen: 3e in 7.38,48 finale B: 4e in 7.40,93                                |
| Amber Bradley Kerry Hore Amy Clay Zoe Uphill                                                                                | dubbel-vier (v)        | 6e        | serie 2: 4e in 6.20,95 herkansingen: 3e in 6.41,39 finale: 6e in 6.30,05                                  |
| Natalie Bale Pauline Frasca Sarah Heard Kate Hornsey Sally Kehoe Elizabeth Kell Elizabeth Patrick Brooke Pratley Sarah Tait | acht (v)               | 6e        | serie 2: 3e in 6.07,93 herkansingen: 4e in 6.12,52 finale: 6e in 6.14,22                                  |

### Schermen
| Olympiër        | Discipline | Resultaat | Prestatie                          |
| --------------- | ---------- | --------- | ---------------------------------- |
| Amber Parkinson | degen (v)  | 19e       | 1e ronde: V van JPN Harada: 9-15   |
| Joanna Halls    | floret (v) | 35e       | 1e ronde: V van CUB Compañy: 13-15 |

### Schietsport
| Olympiër                | Discipline                 | Resultaat | Prestatie                                                                        |
| ----------------------- | -------------------------- | --------- | -------------------------------------------------------------------------------- |
| Benjamin Burge          | 10m luchtgeweer (m)        | 49e       | kwalificatie: 49e met 576 punten (98-93-97-95-98-95)                             |
| Matthew Robert Inabinet | 10m luchtgeweer (m)        | 47e       | kwalificatie: 47e met 579 punten (97-94-98-96-98-96)                             |
| Benjamin Burge          | 50m geweer 3 houdingen (m) | 40e       | kwalificatie: 40e met 1152 punten (392-373-387)                                  |
| Matthew Robert Inabinet | 50m geweer 3 houdingen (m) | 45e       | kwalificatie: 45e met 1141 punten (389-376-376)                                  |
| Benjamin Burge          | 50m geweer liggend (m)     | 40e       | kwalificatie: 40e met 588 punten (99-100-96-98-96-99)                            |
| Warren Potent           | 50m geweer liggend (m)     | Brons     | kwalificatie: 4e met 595 punten (99-99-99-99-99-100) finale: 3e met 700,5 punten |
| David Moore             | 50m pistool (m)            | 35e       | kwalificatie: 35e met 546 punten (89-85-92-92-95-93)                             |
| Daniel Repacholi        | 50m pistool (m)            | 41e       | kwalificatie: 41e met 540 punten (89-93-89-81-94-94)                             |
| Bruce Quick             | 25m snelvuurpistool (m)    | 17e       | kwalificatie: 17e met 560 punten (94-97-89-95-95-90)                             |
| David Moore             | 10m luchtpistool (m)       | 36e       | kwalificatie: 36e met 571 punten (95-94-93-94-98-97)                             |
| Daniel Repacholi        | 10m luchtpistool (m)       | 32e       | kwalificatie: 32e met 573 punten (97-97-96-95-94-94)                             |
| George Barton           | skeet (m)                  | 17e       | kwalificatie: 17e met 116 punten (23-24-24-21-24)                                |
| Paul Rahman             | skeet (m)                  | 30e       | kwalificatie: 30e met 110 punten (22-23-19-25-21)                                |
| Michael Diamond         | trap (m)                   | 4e        | kwalificatie: 5e met 119 punten (25-23-24-24-23) finale: 4e met 142 punten       |
| Craig Henwood           | trap (m)                   | 31e       | kwalificatie: 31e met 109 punten (22-21-23-23-20)                                |
| Russell Mark            | dubbeltrap (m)             | 5e        | kwalificatie: 6e met 136 punten (45-48-43) finale: 5e met 181 punten             |
|                         |                            |           |                                                                                  |
| Susan McCready          | 10m luchtgeweer (v)        | 42e       | kwalificatie: 42e met 386 punten (97-94-96-99)                                   |
| Robyn van Nus           | 10m luchtgeweer (v)        | 44e       | kwalificatie: 44e met 384 punten (94-96-97-97)                                   |
| Susan McCready          | 50m geweer 3 houdingen (v) | 43e       | kwalificatie: 43e met 550 punten (195-172-183)                                   |
| Robyn van Nus           | 50m geweer 3 houdingen (v) | 40e       | kwalificatie: 40e met 566 punten (192-183-191)                                   |
| Dina Aspandiyarova      | 25m pistool (v)            | 33e       | kwalificatie: 33e met 571 punten (95-99-96-93-94-94)                             |
| Lalita Yauhleuskaya     | 25m pistool (v)            | 14e       | kwalificatie: 14e met 581 punten (97-96-97-98-98-95)                             |
| Dina Aspandiyarova      | 10m luchtpistool (v)       | 36e       | kwalificatie: 36e met 375 punten (96-96-94-89)                                   |
| Lalita Yauhleuskaya     | 10m luchtpistool (v)       | 18e       | kwalificatie: 18e met 381 punten (97-95-96-93)                                   |
| Natalia Rahman          | skeet (v)                  | 11e       | kwalificatie: 11e met 66 punten (22-23-21)                                       |
| Stacy Roiall            | trap (v)                   | 14e       | kwalificatie: 14e met 62 punten (22-17-23)                                       |

### Schoonspringen
| Olympiër                       | Discipline              | Resultaat | Prestatie                                                                                        |
| ------------------------------ | ----------------------- | --------- | ------------------------------------------------------------------------------------------------ |
| Matthew Mitcham                | 3m plank (m)            | 16e       | voorronde: 15e met 439,85 punten halve finale: 16e in 427,45 punten                              |
| Robert Newbery                 | 3m plank (m)            | 9e        | voorronde: 6e met 465,15 punten halve finale: 11e in 460,35 punten finale: 9e met 461,05 punten  |
| Mathew Helm                    | 10m toren (m)           | 6e        | voorronde: 5e met 484,40 punten halve finale: 6e in 485,20 punten finale: 6e met 467,70 punten   |
| Matthew Mitcham                | 10m toren (m)           | Goud      | voorronde: 2e met 509,60 punten halve finale: 2e in 532,20 punten finale: 1e met 537,00 punten   |
| Robert Newbery Scott Robertson | 3m plank synchroon (m)  | 8e        | 393,60 punten                                                                                    |
| Mathew Helm Robert Newbery     | 10m toren synchroon (m) | 4e        | 444,84 punten                                                                                    |
|                                |                         |           |                                                                                                  |
| Matthew Mitcham                | 3m plank (v)            | 14e       | voorronde: 15e met 284,85 punten halve finale: 14e in 294,45 punten                              |
| Robert Newbery                 | 3m plank (v)            | 7e        | voorronde: 13e met 288,00 punten halve finale: 8e met 325,90 punten finale: 7e met 331,00 punten |
| Alex Croak                     | 10m toren (v)           | 18e       | voorronde: 4e met 383,75 punten halve finale: 18e met 250,30 punten                              |
| Melissa Wu                     | 10m toren (v)           | 6e        | voorronde: 8e met 340,35 punten halve finale: 8e met 331,35 punten finale: 6e met 338,15 punten  |
| Briony Cole Sharleen Stratton  | 3m plank synchroon (v)  | 5e        | 311,34 punten                                                                                    |
| Briony Cole Melissa Wu         | 10m toren synchroon (v) | Zilver    | 335,17 punten                                                                                    |

### Softbal
| Olympiër | Discipline | Resultaat | Prestatie |
| --- | ---------- | --------- | --- |
| Jodie Bowering Kylie Cronk Kelly Hardie Tanya Harding Sandy Lewis Simmone Morrow Tracey Mosley Stacey Porter Melanie Roche Justine Smethurst Danielle Stewart Natalie Titcume Natalie Ward Belinda Wright Kerry Wyborn | vrouwen    | Brons     | groepsfase: 3e V van Japan: 3-4 V van Verenigde Staten: 0-3 W van China: 3-1 W van Chinees Taipei: 3-1 W van Nederland: 8-0 W van Canada: 4-0 W van Venezuela: 9-2 halve finale: W van Canada: 5-3 bronzen finale: V van Japan: 3-4 |

| Groepsfase |                  |             |             |             |    |    |     |        |
| #          | Land             | Wedstrijden | Wedstrijden | Wedstrijden |    |    |     | Punten |
| #          | Land             | G           | W           | V           |    |    |     | Punten |
| 1          | Verenigde Staten | 7           | 7           | 0           | 53 | 1  | +52 | 1000   |
| 2          | Japan            | 7           | 6           | 1           | 23 | 13 | +10 | .857   |
| 3          | Australië        | 7           | 5           | 2           | 30 | 11 | +19 | .714   |
| 4          | Canada           | 7           | 3           | 4           | 17 | 23 | -6  | .429   |
| 5          | China            | 7           | 2           | 5           | 19 | 21 | -2  | .286   |
| 6          | Chinees Taipei   | 7           | 2           | 5           | 10 | 23 | -13 | .286   |
| 7          | Venezuela        | 7           | 2           | 5           | 15 | 35 | -20 | .286   |
| 8          | Nederland        | 7           | 1           | 6           | 8  | 48 | -40 | .143   |

| Ronde          | Datum  | Plaats           | Land | Score          | Land |
| -------------- | ------ | ---------------- | ---- | -------------- | ---- |
| Groepsfase     |        |                  |      |                |      |
| 12 augustus    | Peking | Japan            | 4-3  | Australië      |      |
| 13 augustus    | Peking | Verenigde Staten | 3-0  | Australië      |      |
| 14 augustus    | Peking | Australië        | 3-1  | China          |      |
| 15 augustus    | Peking | Australië        | 3-1  | Chinees Taipei |      |
| 16 augustus    | Peking | Australië        | 8-0  | Nederland      |      |
| 17 augustus    | Peking | Australië        | 4-0  | Canada         |      |
| 18 augustus    | Peking | Australië        | 9-2  | Venezuela      |      |
| Halve finale   |        |                  |      |                |      |
| 20 augustus    | Peking | Australië        | 5-3  | Canada         |      |
| Bronzen finale |        |                  |      |                |      |
| 20 augustus    | Peking | Japan            | 4-3  | Australië      |      |

### Synchroonzwemmen
| Olympiër                       | Discipline | Resultaat | Prestatie                                                                                            |
| ------------------------------ | ---------- | --------- | --- |
| Myriam Glez Erika Leal-Ramirez | duet       | 21e       | technische routine: 21e met 41,250 punten vrije routine: 21e met 41,584 punten totaal: 82,834 punten |

### Taekwondo
| Olympiër      | Discipline | Resultaat | Prestatie |
| ------------- | ---------- | --------- | --- |
| Ryan Carneli  | -58kg (m)  | 9e        | 1e ronde: W van PHI Go: 1-0 kwartfinale: V van THA Khawlaor: 0-2                                              |
| Burak Hasan   | -68kg (m)  | 12e       | 1e ronde: V van PER López: 1-3                                                                                |
|               |            |           | |
| Tina Morgan   | -67kg (v)  | 5e        | 1e ronde: V van CAN Sergerie: 0-0 herkansingen: W van ARG Sánchez: 9-2 bronzen finale: V van FRA Épangue: 1-4 |
| Carmen Marton | +67kg (v)  | 9e        | 1e ronde: W van ECU Benites: 2-0 kwartfinale: V van BRA Falavigna: 2-5                                        |

### Tafeltennis
| Olympiër                                  | Discipline    | Resultaat | Prestatie |
| ----------------------------------------- | ------------- | --------- | --- |
| Kyle Davis                                | enkelspel (m) | 65e       | voorronde: V van EGY Saleh: 1-4 (7-11, 6-11, 12-10, 7-11, 8-11) |
| William Henzell                           | enkelspel (m) | 33e       | voorronde: W van ALG Khourta: 4-1 (8-11, 11-3, 11-2, 11-5, 11-8) 1e ronde: W van SWE Lundqvist: 4-2 (15-13, 11-9, 8-11, 5-11, 12-10, 11-3) 2e ronde: V van KOR Jae Young: 3-4 (11-4, 11-7, 9-11, 12-10, 5-11, 7-11, 4-11) |
| David Zalcberg                            | enkelspel (m) | 65e       | voorronde: V van VIE Kien Quoc: 0-4 (8-11, 7-11, 10-12, 5-11) |
| Kyle Davis William Henzell David Zalcberg | team (m)      | 9e        | groep A: 4e V van AUT: 0-3 V van CHN: 0-3 V van GRE: 0-3 |
|                                           |               |           | |
| Jian Fang Lay                             | enkelspel (v) | 49e       | voorronde: V van IND Aggarwal: 4-1 (10-12, 11-8, 13-11, 11-8, 11-4) 1e ronde: V van CRO Paovic: 3-4 (11-5, 9-11, 10-12, 12-10, 14-12, 4-11, 9-11)                                                                         |
| Miao Miao                                 | enkelspel (v) | 33e       | voorronde: W van NGR Offiong: 4-0 (11-7, 11-5, 11-5, 14-12) 1e ronde: W van RUS Kotikhina: 4-3 (11-9, 15-13, 5-11, 10-12, 11-8, 4-11, 11-9) 2e ronde: V van KOR Ye-Seo: 1-4 (3-11, 11-7, 3-11, 6-11, 6-11)                |
| Stephanie Sang Xu                         | enkelspel (v) | 33e       | voorronde: W van NGR Kaffo: 4-1 (11-8, 10-12, 11-9, 11-2, 11-7) 1e ronde: W van RUS Garina: walk-over 2e ronde: V van DOM Xue: 0-4 (5-11, 11-13, 9-11, 6-11)7                                                             |
| Jian Fang Lay Miao Miao Stephanie Sang Xu | team (v)      | 9e        | groep D: 4e V van KOR: 0-3 V van JPN: 0-3 V van ESP: 0-3 |

### Tennis
| Olympiër                      | Discipline     | Resultaat | Prestatie |
| ----------------------------- | -------------- | --------- | --- |
| Chris Guccione                | enkelspel (m)  | 33e       | 1e ronde: V van USA Blake: 3-6, 6-7(3) |
| Lleyton Hewitt                | enkelspel (m)  | 17e       | 1e ronde: W van SWE Björkman: 7-5, 7-6(2) 2e ronde: V van ESP Nadal: 1-6, 2-6                                                                          |
| Chris Guccione Lleyton Hewitt | dubbelspel (m) | 5e        | 1e ronde: W van ARG Calleri/Mónaco: 4-6, 7-6(4), 18-16 2e ronde: W van ESP Nadal/Robredo: 6-2, 7-6(5) kwartfinale: V van USA M Bryan/B Bryan: 4-6, 3-6 |
| Paul Hanley Jordan Kerr       | dubbelspel (m) | 17e       | 1e ronde: V van SWE Aspelin/Johansson: 6-7(7), 3-6 |
|                               |                |           | |
| Casey Dellacqua               | enkelspel (v)  | 17e       | 1e ronde: W van ARG Dulko: 6-3, 6-4 2e ronde: V van BLR Azarenka: 2-6, 2-6                                                                             |
| Alicia Molik                  | enkelspel (v)  | 33e       | 1e ronde: V van ESP Martínez Sánchez: 1-6, 1-6 |
| Samantha Stosur               | enkelspel (v)  | 17e       | 1e ronde: W van ITA Errani: 6-3, 6-2 2e ronde: V van USA Williams: 2-6, 0-6                                                                            |
| Casey Dellacqua Alicia Molik  | dubbelspel (v) | 17e       | 1e ronde: V van ITA Pennetta/Schiavone: 4-6, 4-6 |
| Samantha Stosur Rennae Stubbs | dubbelspel (v) | 9e        | 1e ronde: V van CZE Kvitová/Šafářová: 6-1, 6-0 2e ronde: V van ESP Medina Garrigues/Ruano Pascual: 6-4, 4-6, 4-6                                       |

### Triatlon
| Olympiër          | Discipline | Resultaat | Prestatie  |
| ----------------- | ---------- | --------- | ---------- |
| Courtney Atkinson | mannen     | 11e       | 1:50.10,02 |
| Brad Kahlefeldt   | mannen     | 16e       | 1:50.36,00 |
|                   |            |           |            |
| Erin Densham      | vrouwen    | 22e       | 2:03.08,76 |
| Emma Moffatt      | vrouwen    | Brons     | 1:59.55,84 |
| Emma Snowsill     | vrouwen    | Goud      | 1:58.27,66 |

### Voetbal

#### Mannen
| Olympiër | Discipline | Resultaat | Prestatie                                                                  |
| --- | ---------- | --------- | -------------------------------------------------------------------------- |
| Mark Bridge David Carney Billy Celeski Adam Federici Neil Kilkenny Trent McClenahan Mark Milligan Stuart Musialik Jade North Nikita Rukavytsya Kristian Sarkies Matt Simon Matt Spiranovic Archie Thompson Nikolai Topor-Stanley James Troisi Ruben Zadkovich | mannen     | 11e       | groep A: 3e G tegen Servië: 1-1 V van Argentinië: 0-1 V van Ivoorkust: 0-1 |

| Groep A |            |             |             |             |             |            |            |            |        |
| #       | Land       | Wedstrijden | Wedstrijden | Wedstrijden | Wedstrijden | Doelpunten | Doelpunten | Doelpunten | Punten |
| #       | Land       | G           | W           | G           | V           | V          | T          | Saldo      | Punten |
| 1       | Argentinië | 3           | 3           | 0           | 0           | 5          | 1          | +4         | 9      |
| 2       | Ivoorkust  | 3           | 2           | 0           | 1           | 6          | 4          | +2         | 6      |
| 3       | Australië  | 3           | 0           | 1           | 2           | 1          | 3          | -2         | 1      |
| 4       | Servië     | 3           | 0           | 1           | 2           | 3          | 7          | -4         | 1      |

| Ronde       | Datum  | Plaats     | Land | Score     | Land |
| ----------- | ------ | ---------- | ---- | --------- | ---- |
| Groepsfase  |        |            |      |           |      |
| 7 augustus  | Peking | Australië  | 1-1  | Servië    |      |
| 10 augustus | Peking | Argentinië | 1-0  | Australië |      |
| 13 augustus | Peking | Ivoorkust  | 1-0  | Australië |      |

### Volleybal
| Olympiër                    | Discipline | Resultaat | Prestatie |
| --------------------------- | ---------- | --------- | --- |
| Andrew Schacht Joshua Slack | Beach (m)  | 9e        | groep C: 2e W van GEO Gomes/Terceiro: 21-17, 21-19 W van ANG Fernandes/Abreu: 21-15, 21-9 V van BRA Santos/Rego: 14-21, 17-21 2e ronde: V van NED Nummerdor/Schuil: 16-21, 14-21                                                                                        |
|                             |            |           | |
| Tamsin Barnett Natalie Cook | Beach (v)  | 5e        | groep C: 1e W van RUS Shiryayeva/Uryadova: 21-8, 19-21, 15-12 W van GEO Santanna/Martins: 21-18, 21-12 W van BRA França/Connelly: 23-21, 23-21 2e ronde: W van GRE Koutroumanidou/Tsiartsiani: 22-20, 19-21, 21-15 kwartfinale: V van BRA Antunes/Ribeiro: 22-24, 14-21 |

### Waterpolo

#### Mannen
| Olympiër | Discipline | Resultaat | Prestatie |
| --- | ---------- | --------- | --- |
| Jamie Beadsworth Richie Campbell Pietro Figlioli Trent Franklin Rhys Howden Sam McGregor Robert Maitland Anthony Martin Tim Neesham James Stanton Rafael Sterk Thomas Whalan Gavin Woods | mannen     | 9-8e      | groep A: 4e W van Griekenland: 12-8 V van Spanje: 8-9 W van Canada: 8-5 V van Hongarije: 12-13 G tegen Montenegro: 5-5 7-10e plek: W van Italië: 17-16 7-8e plek: V van Griekenland: 8-9 |

| Groep B |             |             |             |             |             |        |        |        |        |
| #       | Land        | Wedstrijden | Wedstrijden | Wedstrijden | Wedstrijden | Punten | Punten | Punten | Punten |
| #       | Land        | G           | W           | G           | V           | V      | T      | Saldo  | Punten |
| 1       | Hongarije   | 5           | 4           | 1           | 0           | 60     | 36     | +24    | 9      |
| 2       | Spanje      | 5           | 4           | 0           | 1           | 52     | 34     | +18    | 8      |
| 3       | Montenegro  | 5           | 2           | 2           | 1           | 43     | 33     | +10    | 6      |
| 4       | Australië   | 5           | 2           | 1           | 2           | 45     | 40     | +5     | 5      |
| 5       | Griekenland | 5           | 1           | 0           | 4           | 39     | 56     | -17    | 2      |
| 6       | Canada      | 5           | 0           | 0           | 5           | 21     | 61     | -40    | 0      |

| Ronde       | Datum  | Plaats     | Land  | Score       | Land |
| ----------- | ------ | ---------- | ----- | ----------- | ---- |
| Groepsfase  |        |            |       |             |      |
| 10 augustus | Peking | Australië  | 12-8  | Griekenland |      |
| 12 augustus | Peking | Spanje     | 9-8   | Australië   |      |
| 14 augustus | Peking | Australië  | 8-5   | Canada      |      |
| 16 augustus | Peking | Australië  | 12-13 | Hongarije   |      |
| 18 augustus | Peking | Montenegro | 5-5   | Australië   |      |
| 7-10e plek  |        |            |       |             |      |
| 22 augustus | Peking | Australië  | 17-16 | Italië      |      |
| 7-8e plek   |        |            |       |             |      |
| 24 augustus | Peking | Australië  | 8-9   | Griekenland |      |

#### Vrouwen
| Olympiër | Discipline | Resultaat | Prestatie |
| --- | ---------- | --------- | --- |
| Gemma Beadsworth Nikita Cuffe Suzie Fraser Taniele Gofers Kate Gynther Amy Hetzel Bronwen Knox Emma Knox Alicia McCormick Melissa Rippon Rebecca Rippon Jenna Santoromito Mia Santoromito | vrouwen    | Brons     | groep B: 2e W van Griekenland: 8-6 G tegen Hongarije: 7-7 W van Nederland: 10-9 halve finale: V van Verenigde Staten: 8-9 bronzen finale: W van Hongarije: 9-9 (3-2) |

| Groep B |             |             |             |             |             |        |        |        |        |
| #       | Land        | Wedstrijden | Wedstrijden | Wedstrijden | Wedstrijden | Punten | Punten | Punten | Punten |
| #       | Land        | G           | W           | G           | V           | V      | T      | Saldo  | Punten |
| 1       | Hongarije   | 3           | 2           | 1           | 0           | 28     | 20     | +8     | 5      |
| 2       | Australië   | 3           | 2           | 1           | 0           | 25     | 22     | +3     | 5      |
| 3       | Nederland   | 3           | 1           | 0           | 2           | 27     | 27     | 0      | 2      |
| 4       | Griekenland | 3           | 0           | 0           | 3           | 16     | 27     | -11    | 0      |

| Ronde          | Datum  | Plaats           | Land      | Score     | Land |
| -------------- | ------ | ---------------- | --------- | --------- | ---- |
| Groepsfase     |        |                  |           |           |      |
| 11 augustus    | Peking | Griekenland      | 6-8       | Australië |      |
| 13 augustus    | Peking | Hongarije        | 7-7       | Australië |      |
| 15 augustus    | Peking | Nederland        | 9-10      | Australië |      |
| Halve finale   |        |                  |           |           |      |
| 19 augustus    | Peking | Verenigde Staten | 9-8       | Australië |      |
| Bronzen finale |        |                  |           |           |      |
| 21 augustus    | Peking | Australië        | 9-9 (3-2) | Hongarije |      |

### Wielersport
| Olympiër                                                                            | Discipline                    | Resultaat | Prestatie |
| ----------------------------------------------------------------------------------- | ----------------------------- | --------- | --- |
| Ryan Bayley                                                                         | keirin (m)                    | 8e        | 1e ronde: 1e 2e ronde: 6e finale: 8e |
| Shane Kelly                                                                         | keirin (m)                    | 4e        | 1e ronde: 2e 2e ronde: 2e finale: 4e |
| Ryan Bayley                                                                         | sprint (m)                    | 11e       | kwalificatie: 12e in 10,362 1e ronde: W van MAS Awang: 10,762 2e ronde: V van GER Levy 2e ronde herkansingen: 3e 9e-12e plek: 3e                                                |
| Mark French                                                                         | sprint (m)                    | 13e       | kwalificatie: 10e in 10,337 1e ronde: V van NED Bos 1e ronde herkansingen: 2e                                                                                                   |
| Jack Bobridge Graeme Brown Mark Jamieson Brett Lancaster Bradley McGee Luke Roberts | ploegenachtervolging (m)      | 4e        | kwalificatie: 3e in 4.02,041 halve finale: W van Nederland: 3.58,633 bronzen finale: V van Nieuw-Zeeland: 3.59,006                                                              |
| Ryan Bayley Dan Ellis Mark French Shane Kelly                                       | teamsprint (m)                | 4e        | kwalificatie: 5e in 44,335 1e ronde: W van Nederland: 44,090 (AR) bronzen finale: V van Duitsland: 44,022 (AR)                                                                  |
| Brett Lancaster                                                                     | individuele achtervolging (m) | 12e       | kwalificatie: 12e in 4.26,139 |
| Bradley McGee                                                                       | individuele achtervolging (m) | 9e        | kwalificatie: 9e in 4.26,084 |
| Cameron Meyer                                                                       | puntenkoers (m)               | 4e        | 36 punten |
|                                                                                     |                               |           | |
| Anna Meares                                                                         | sprint (v)                    | Zilver    | kwalificatie: 3e in 11,140 1e ronde: W van NED Hijgenaar: 11,663 kwartfinale 3: W van FRA Chanez: 11,716 halve finale 2: W van CHN Shuang: 2-1 finale: V van GBR Pendleton: 0-2 |
| Katie Mactier                                                                       | individuele achtervolging (v) | 7e        | kwalificatie: 7e in 3.38,178 serie 3: V van GBR Romero: gedubbeld |
| Katie Mactier                                                                       | puntenkoers (v)               | 6e        | 10 punten |
| BMX                                                                                 |                               |           | |
| Jared Graves                                                                        | mannen                        | 12e       | plaatsingsronde: 11e in 36,372 kwartfinale 4: 1e met 4 punten halve finale 2: 3e met 10 punten finale: 6e in 2.19,233                                                           |
| Kamakazi                                                                            | mannen                        | 12e       | plaatsingsronde: 15e in 36,492 kwartfinale 3: 4e met 13 punten halve finale 2: 6e met 18 punten                                                                                 |
| BLuke Madill                                                                        | mannen                        | 23e       | plaatsingsronde: 22e in 36,795 kwartfinale 4: 7e met 18 punten |
|                                                                                     |                               |           | |
| Tanya Bailey                                                                        | vrouwen                       | 6e        | plaatsingsronde: 10e in 38,285 halve finale 2: 4e met 12 punten finale: 6e in 1.19,609                                                                                          |
| Nicole Callisto                                                                     | vrouwen                       | 16e       | plaatsingsronde: 6e in 37,717 halve finale 2: 8e met 22 punten |
| Mountainbike                                                                        |                               |           | |
| Daniel McConnell                                                                    | mannen                        | 39e       | op 2 ronden |
|                                                                                     |                               |           | |
| Dellys Starr                                                                        | vrouwen                       | 26e       | op 2 ronden |
| Weg                                                                                 |                               |           | |
| Cadel Evans                                                                         | tijdrit (m)                   | 5e        | 1:03.34 |
| Michael Rogers                                                                      | tijdrit (m)                   | 8e        | 1:04.46 |
| Cadel Evans                                                                         | wegwedstrijd (m)              | 15e       | 6:24.11 |
| Simon Gerrans                                                                       | wegwedstrijd (m)              | 37e       | 6:26.17 |
| Matthew Lloyd                                                                       | wegwedstrijd (m)              | 31e       | 6:26.17 |
| Stuart O'Grady                                                                      | wegwedstrijd (m)              | DNF       | niet gefinisht |
| Michael Rogers                                                                      | wegwedstrijd (m)              | 6e        | 6:23.49 |
|                                                                                     |                               |           | |
| Oenone Wood                                                                         | tijdrit (v)                   | 22e       | 38.53,45 |
| Katherine Bates                                                                     | wegwedstrijd (v)              | DNF       | niet gefinisht |
| Sara Carrigan                                                                       | wegwedstrijd (v)              | 38e       | 3:33.25 |
| Oenone Wood                                                                         | wegwedstrijd (v)              | 29e       | 3:33.17 |

### Worstelen
| Olympiër       | Discipline  | Resultaat   | Prestatie                                                                                  |
| Vrije stijl    | Vrije stijl | Vrije stijl | Vrije stijl                                                                                |
| -------------- | ----------- | ----------- | ------------------------------------------------------------------------------------------ |
| Ali Abdo       | -74kg (m)   | 21e         | kwalificatie: V van TUR Gülhan: 0-3                                                        |
| Sandeep Kumar  | -84kg (m)   | 20e         | kwalificatie: vrij 1e ronde: V van TJK Abdusalomov: 0-3 herkansingen: V van UKR Danko: 0-3 |
|                |             |             |                                                                                            |
| Ali Abdo       | -74kg (v)   | 17e         | kwalificatie: vrij 1e ronde: V van KOR Hyung-Joo: 0-3                                      |
| Grieks-Romeins |             |             |                                                                                            |
| Ali Abdo       | -74kg (m)   | 21e         | kwalificatie: vrij 1e ronde: V van KAZ Melyoshin: 1-3                                      |

### Zeilen
| Olympiër                                  | Discipline       | Resultaat | Prestatie                                  |
| ----------------------------------------- | ---------------- | --------- | ------------------------------------------ |
| Tom Slingsby                              | laser (m)        | 22e       | 164 punten: (21-22-21-22-35-20-12-11-40)   |
| Malcolm Page Nathan Wilmot                | 470 (m)          | Goud      | 44 punten: (4-7-3-3-3-4-5-16-3-10-1)       |
| Iain Murray Andrew Palfrey                | star (m)         | 14e       | 96 punten: (11-15-13-15-2-11-10-12-14-8)   |
|                                           |                  |           |                                            |
| Jessica Crisp                             | RS:X (v)         | 5e        | 66 punten: (2-4-3-8-1-8-9-14-6-5-10)       |
| Sarah Blanck                              | laser radial (v) | 4e        | 62 punten: (6-11-7-19-4-12-8-1-5-4)        |
| Tessa Parkinson Elise Rechichi            | 470 (v)          | Goud      | 44 punten: (2-2-4-1-9-4-2-5-3-2-9)         |
| Angela Farrell Karyn Gojnich Krystal Weir | yngling (v)      | 10e       | 71 punten: (1-11-6-12-7-7-9-8-DSQ)         |
|                                           |                  |           |                                            |
| Anthony Nossiter                          | finn             | 16e       | 101 punten: (11-22-8-17-13-21-11-20)       |
| Ben Austin Nathan Outteridge              | 49er             | 5e        | 73 punten: (DSQ-1-7-3-1-1-6-4-6-12-2-18-6) |
| Glenn Ashby Darren Bundock                | tornado          | Zilver    | 49 punten: (5-4-3-1-5-9-2-8-7-4-5)         |

### Zwemmen
| Olympiër | Discipline            | Resultaat | Prestatie                                                                            |
| --- | --------------------- | --------- | ------------------------------------------------------------------------------------ |
| Ashley Callus | 50m vrije slag (m)    | 4e        | serie 13: 4e in 22,11 halve finale 2: 2e in 21,68 finale: 4e in 21,62                |
| Eamon Sullivan | 50m vrije slag (m)    | 6e        | serie 13: 3e in 21,79 halve finale 1: 3e in 21,75 finale: 6e in 21,65                |
| Eamon Sullivan | 100m vrije slag (m)   | Zilver    | serie 8: 1e in 47,80 halve finale 2: 1e in 47,05 (WR) finale: 2e in 47,32            |
| Matt Targett | 100m vrije slag (m)   | 7e        | serie 9: 4e in 48,40 halve finale 2: 3e in 47,88 finale: 7e in 48,20                 |
| Kenrick Monk | 200m vrije slag (m)   | 22e       | serie 7: 5e in 1.48,17                                                               |
| Nicholas Sprenger | 200m vrije slag (m)   | 11e       | serie 6: 6e in 1.47,64 halve finale 1: 5e in 1.47,80                                 |
| Grant Hackett | 400m vrije slag (m)   | 6e        | serie 5: 1e in 3.44,03 finale: 6e in 3.43,84                                         |
| Craig Stevens | 400m vrije slag (m)   | 25e       | serie 3: 8e in 3.50,22                                                               |
| Grant Hackett | 1500m vrije slag (m)  | Zilver    | serie 5: 1e in 14.38,92 (OR) finale: 2e in 14.41,53                                  |
| Craig Stevens | 1500m vrije slag (m)  | 15e       | serie 4: 5e in 15.04,82                                                              |
| Ashley Delaney | 100m rugslag (m)      | 5e        | serie 5: 2e in 54,08 halve finale 2 : 4e in 53,76 finale: 5e in 53,31                |
| Hayden Stoeckel | 100m rugslag (m)      | Brons     | serie 5: 1e in 53,93 halve finale 2: 1e in 52,97 (OR) finale: 3e in 53,18            |
| Ashley Delaney | 200m rugslag (m)      | 10e       | serie 6: 4e in 1.57,87 halve finale 2 : 6e in 1.57,73                                |
| Hayden Stoeckel | 200m rugslag (m)      | 6e        | serie 4: 2e in 1.57,15 halve finale 1: 3e in 1.56,73 (AR) finale: 6e in 1.56,39 (OR) |
| Brenton Rickard | 100m schoolslag (m)   | 5e        | serie 7: 2e in 59,89 halve finale 1: 2e in 59,65 (OR) finale: 5e in 59,74            |
| Christian Sprenger | 100m schoolslag (m)   | 14e       | serie 7: 4e in 1.00,36 halve finale 1: 8e in 1.00,76                                 |
| Brenton Rickard | 200m schoolslag (m)   | Zilver    | serie 6: 5e in 2.11,00 halve finale 2: 2e in 2.09,72 finale: 2e in 2.08,88 (AR)      |
| Christian Sprenger | 200m schoolslag (m)   | 26e       | serie 5: 6e in 2.12,56 halve finale 1: 8e in 1.00,76                                 |
| Andrew Lauterstein | 100m vlinderslag (m)  | Brons     | serie 7: 2e in 51,37 (OR) halve finale 1: 2e in 51,27 (AR) finale: 3e in 51,12 (AR)  |
| Adam Pine | 100m vlinderslag (m)  | 17e       | serie 8: 4e in 52,07                                                                 |
| Travis Nederpelt | 200m vlinderslag (m)  | 18e       | serie 6: 6e in 1.56,64                                                               |
| Leith Brodie | 200m wisselslag (m)   | 14e       | serie 5: 5e in 1.59,96 halve finale 2: 7e in 2.00,57                                 |
| Travis Nederpelt | 400m wisselslag (m)   | 14e       | serie 4: 5e in 4.15,37                                                               |
| Eamon Sullivan Andrew Lauterstein Ashley Callus Matt Targett Leith Brodie Patrick Murphy                                     | 4x100m vrije slag (m) | Brons     | serie 1: 2e in 3.12,41 (AR) finale: 3e in 3.09,91 (AR)                               |
| Leith Brodie Patrick Murphy Grant Hackett Grant Brits Nick Ffrost Kirk Palmer                                                | 4x200m vrije slag (m) | Brons     | serie 2: 3e in 7.08,41 finale: 3e in 7.04,98                                         |
| Eamon Sullivan Andrew Lauterstein Hayden Stoeckel Ashley Delaney Adam Pine Christian Sprenger Matt Targett                   | 4x100m wisselslag (m) | Zilver    | serie 1: 1e in 3.32,76 (AR) finale: 2e in 3.30,04 (AR)                               |
| Ky Hurst | 10km open water (m)   | 11e       | 1:52.13,7                                                                            |
| |                       |           |                                                                                      |
| Cate Campbell | 50m vrije slag (v)    | Brons     | serie 10: 1e in 24,20 halve finale 2: 2e in 24,42 finale: 3e in 24,17                |
| Lisbeth Trickett | 50m vrije slag (v)    | 4e        | serie 12: 1e in 24,67 halve finale 1: 3e in 24,47 finale: 4e in 24,25                |
| Cate Campbell | 100m vrije slag (v)   | 10e       | serie 5: 3e in 54,55 halve finale 2: 6e in 54,54                                     |
| Lisbeth Trickett | 100m vrije slag (v)   | Zilver    | serie 7: 2e in 53,99 halve finale 1: 4e in 54,10 finale: 2e in 53,16                 |
| Bronte Barratt | 200m vrije slag (v)   | 12e       | serie 5: 3e in 1.57,75 halve finale 1: 4e in 1.57,55                                 |
| Linda Mackenzie | 200m vrije slag (v)   | 7e        | serie 6: 5e in 1.57,96 halve finale 1: 5e in 1.58,19 finale: 7e in 1.57,83           |
| Bronte Barratt | 400m vrije slag (v)   | 7e        | serie 5: 3e in 4.04,16 (AR) finale: 7e in 4.05,05                                    |
| Linda Mackenzie | 400m vrije slag (v)   | 10e       | serie 4: 4e in 4.05,91                                                               |
| Melissa Gorman | 800m vrije slag (v)   | 17e       | serie 8: 7e in 8.32,24                                                               |
| Kylie Palmer | 800m vrije slag (v)   | 6e        | serie 4: 3e in 8.22,81 (AR) finale: 6e in 8.26,39                                    |
| Sophie Edington | 100m rugslag (v)      | 13e       | serie 5: 6e in 1.00,65 halve finale 1: 7e in 1.01,05                                 |
| Emily Seebohm | 100m rugslag (v)      | 9e        | serie 5: 2e in 1.00,27 halve finale 2: 5e in 1.00,31                                 |
| Belinda Hocking | 200m rugslag (v)      | 8e        | serie 3: 4e in 2.09,54 halve finale 2: 4e in 2.08,80 finale: 8e in 2.10,12           |
| Meagen Nay | 200m rugslag (v)      | 7e        | serie 4: 2e in 2.08,79 halve finale 2: 2e in 2.08,09 (AR) finale: 7e in 2.08,84      |
| Leisel Jones | 100m schoolslag (v)   | Goud      | serie 7: 1e in 1.05,64 (OR) halve finale 1: 1e in 1.05,80 finale: 1e in 1.05,17 (OR) |
| Tarnee White | 100m schoolslag (v)   | 6e        | serie 6: 2e in 1.07,83 halve finale 1: 3e in 1.07,48 finale: 6e in 1.07,63           |
| Sally Foster | 200m schoolslag (v)   | 9e        | serie 5: 4e in 2.25,54 halve finale 1: 5e in 2.26,33                                 |
| Leisel Jones | 200m schoolslag (v)   | Zilver    | serie 6: 1e in 2.23,81 halve finale 1: 1e in 2.23,04 finale: 2e in 2.22,05           |
| Jessicah Schipper | 100m vlinderslag (v)  | Brons     | serie 6: 1e in 57,58 halve finale 2: 1e in 57,43 finale: 3e in 57,25                 |
| Lisbeth Trickett | 100m vlinderslag (v)  | Goud      | serie 7: 2e in 58,37 halve finale 1: 1e in 57,05 finale: 1e in 56,73 (AR)            |
| Samantha Hamill | 200m vlinderslag (v)  | 12e       | serie 5: 5e in 2.08,83 halve finale 2: 7e in 2.09,58                                 |
| Jessicah Schipper | 200m vlinderslag (v)  | Brons     | serie 4: 4e in 2.08,11 halve finale 2: 2e in 2.06,34 finale: 3e in 2.06,26           |
| Alicia Coutts | 200m wisselslag (v)   | 5e        | serie 4: 1e in 2.11,55 halve finale 2: 2e in 2.12,03 finale: 5e in 2.11,43           |
| Stephanie Rice | 200m wisselslag (v)   | Goud      | serie 5: 2e in 2.12,07 halve finale 1: 2e in 2.10,58 finale: 1e in 2.08,45 (WR)      |
| Samantha Hamill | 400m wisselslag (v)   | 22e       | serie 3: 7e in 4.41,89                                                               |
| Stephanie Rice | 400m wisselslag (v)   | Goud      | serie 4: 1e in 4.35,11 finale: 1e in 4.29,45 (WR)                                    |
| Lisbeth Trickett Cate Campbell Alice Mills Melanie Schlanger                                                                 | 4x100m vrije slag (v) | Brons     | serie 1: 3e in 3.37,81 finale: 3e in 3.35,05 (AR)                                    |
| Stephanie Rice Bronte Barratt Kylie Palmer Linda Mackenzie Angie Bainbridge Lara Davenport Felicity Galvez Melanie Schlanger | 4x200m vrije slag (v) | Goud      | serie 2: 3e in 7.55,10 finale: 1e in 7.44,31 (WR)                                    |
| Leisel Jones Lisbeth Trickett Jessicah Schipper Emily Seebohm Felicity Galvez Shayne Reese Tarnee White                      | 4x100m wisselslag (v) | Goud      | serie 2: 1e in 3.57,94 finale: 1e in 3.52,69 (WR)                                    |
| Melissa Gorman | 10km open water (v)   | 15e       | 2:00.33,6                                                                            |

Afghanistan · Albanië · Algerije · Amerikaanse Maagdeneilanden · Amerikaans-Samoa · Andorra · Angola · Antigua en Barbuda · Argentinië · Armenië · Aruba · Australië · Azerbeidzjan · Bahama's · Bahrein · Bangladesh · Barbados · België · Belize · Benin · Bermuda · Bhutan · Bolivia · Bosnië en Herzegovina · Botswana · Brazilië · Britse Maagdeneilanden · Bulgarije · Burkina Faso · Burundi · Cambodja · Canada · Centraal-Afrikaanse Republiek · Chili · China · Chinees Taipei · Colombia · Comoren · Congo-Brazzaville · Congo-Kinshasa · Cookeilanden · Costa Rica · Cuba · Cyprus · Denemarken · Djibouti · Dominica · Dominicaanse Republiek · Duitsland · Ecuador · Egypte · El Salvador · Equatoriaal-Guinea · Eritrea · Estland · Ethiopië · Fiji · Filipijnen · Finland · Frankrijk · Gabon · Gambia · Georgië · Ghana · Grenada · Griekenland · Groot-Brittannië · Guam · Guatemala · Guinee · Guinee‑Bissau · Guyana · Haïti · Honduras · Hongarije · Hongkong · Ierland · IJsland · India · Indonesië · Irak · Iran · Israël · Italië · Ivoorkust · Jamaica · Japan · Jemen · Jordanië · Kaaimaneilanden · Kaapverdië · Kameroen · Kazachstan · Kenia · Kirgizië · Kiribati · Koeweit · Kroatië · Laos · Lesotho · Letland · Libanon · Liberia · Libië · Liechtenstein · Litouwen · Luxemburg · Macedonië · Madagaskar · Malawi · Malediven · Maleisië · Mali · Malta · Marshalleilanden · Marokko · Mauritanië · Mauritius · Mexico · Micronesië · Moldavië · Monaco · Mongolië · Montenegro · Mozambique · Myanmar · Namibië · Nauru · Nederland · Nederlandse Antillen · Nepal · Nicaragua · Nieuw-Zeeland · Niger · Nigeria · Noord-Korea · Noorwegen · Oeganda · Oekraïne · Oezbekistan · Oman · Oostenrijk · Oost‑Timor · Pakistan · Palau · Palestina · Panama · Papoea-Nieuw-Guinea · Paraguay · Peru · Polen · Portugal · Puerto Rico · Qatar · Roemenië · Rusland · Rwanda · Saint Kitts en Nevis · Saint Lucia · Saint Vincent en Grenadines · Salomonseilanden · Samoa · San Marino · Sao Tomé en Principe · Saoedi-Arabië · Senegal · Servië · Seychellen · Sierra Leone · Singapore · Slovenië · Slowakije · Soedan · Somalië · Spanje · Sri Lanka · Suriname · Swaziland · Syrië · Tadzjikistan · Tanzania · Thailand · Togo · Tonga · Trinidad en Tobago · Tsjaad · Tsjechië · Tunesië · Turkije · Turkmenistan · Tuvalu · Uruguay · Vanuatu · Venezuela · Verenigde Arabische Emiraten · Verenigde Staten · Vietnam · Wit-Rusland · Zambia · Zimbabwe · Zuid-Afrika · Zuid-Korea · Zweden · Zwitserland
Uitgesloten van deelname: Brunei